# 3560 Chenqian
3560 Chenqian (1980 RZ2) là một tiểu hành tinh vành đai chính được phát hiện ngày 3 tháng 9 năm 1980 bởi Đài thiên văn Tử Kim Sơn ở Nanking.